# Rocca di San Giorgio

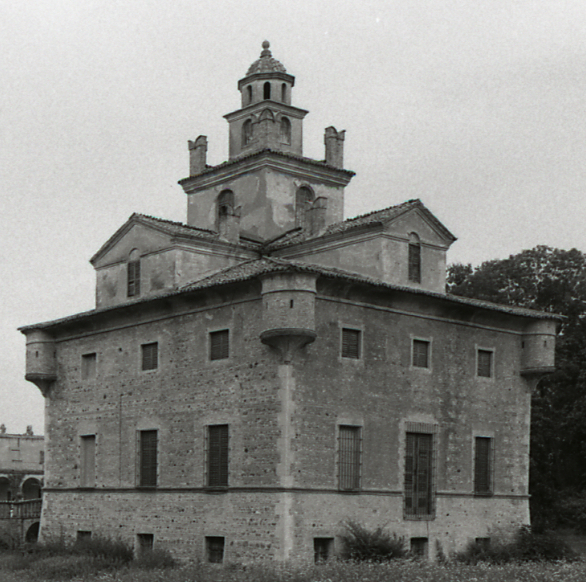
Rocca di San Giorgio (1981)

Die Rocca di San Giorgio Piacentino ist eine mittelalterliche Festung im Zentrum der Gemeinde San Giorgio Piacentino in der italienischen Emilia-Romagna, unweit des Castello di San Giorgio Piacentino.

## Geschichte
Die Burg, dessen Planung manchmal Giacomo Barozzi da Vignola zugeschrieben wird, stammt aus den letzten Jahren des 16. Jahrhunderts und wurde im Auftrag eines Mitgliedes des San-Giorgio-Zweiges der Familie ‚‚Anguissola‘‘ errichtet. Sie blieb bis 1630 in Besitz der Familie, die sie hatte bauen lassen, dann starb diese mit dem Tod von Cesare Albano aus. Daher wurde das Gebäude von der herzoglichen Liegenschaftsverwaltung der Farneses verwaltete, die sie im Jahr darauf an Alessandro Bacchini, einem Kapitän der Truppen in Diensten von Odoardo I. Farnese, verpachtete. Der Pachtvertrag lief 1635 aus und sah die Rückgabe der Burg an die Liegenschaftsverwaltung vor.
1637 wurde das Lehen San Giorgio, zu dem die Burg gehörte, Fabio Scotti übergeben, der nur für die Festung eine Summe von 12.000 Lire bezahlte. Später ließ der Markgraf, der auch den Titel eines Grafen von San Giorgio erhielt, mit einer Reihe von Restaurierungsarbeiten an der Burg beginnen, wobei er sie in seine Sommerresidenz umbauen ließ. 1676 begann ein Streit zwischen Annibale Scotti, dem Sohn von Fabio, und Antonio Maria Scotti, dem Neffen Fabios, um den Besitz des Lehens San Giorgio und seiner Güter, darunter auch der Burg. Der Streit zog sich einige Jahre lang hin, bis 1740 die mit der Urteilsfindung betrauten Richter beschlossen, dass die Hälfte des Lehens zu Recht den Nachkommen von Antonio Maria Scotti gehörte. Erst 22 Jahre später nahmen aber die Erben von Antonio Maria Scotti, also die Grafen Scotti della Scala di Zerro, die Festung und ihre Dependancen tatsächlich in Besitz.
In den letzten Jahren des 18. Jahrhunderts wurde das Gebäude einigen Veränderungen unter der Leitung des Architekten Lotario Tomba aus Piacenza unterzogen, der verschiedene Elemente einfügen ließ, die in Übereinstimmung mit dem Stil der Zeit Bewegungen im Bereich des Daches bedingten, die aber nicht mit dem ursprünglichen Projekt zusammenpassten. Weitere Veränderungen wurden vom selben Architekten in den folgenden Jahren auch an einigen weiteren Gebäuden in der Nähe der Burg angebracht.
Im 19. Jahrhundert gehörte das Gebäude dem Grafen Paolo Scotti, der die äußere Wehrmauer bauen ließ, innerhalb der der Park angelegt wurde. Nach dem Ableben des Grafen fiel der Komplex an dessen Tochter Clelia und durch sie an ihren Gatten, den General Ferdinando Negri della Torre, dessen Tochter ihn später als Mitgift an den Grafen Guido Gazzola aus Settima übertrug, dessen Familie ihn bis zum Beginn des 20. Jahrhunderts behielt.

## Beschreibung
Der Bau, ein einmaliges Beispiel in der Provinz Piacenza, zeigt eine Mischung typischer Elemente einer Burg mit typischen Elementen einer Adelsresidenz, was der Architekt Carlo Perogalli als „von seltenem Gleichgewicht“ definiert hat.
Das Gebäude mit quadratischem Grundriss und einer Seitenlänge von 15 Metern hat an der Nordwestfassade seinen Eingang, der gegenüber dem Vorplatz erhöht und mit einer Zugbrücke versehen ist, die sich an ein Brücklein in Ziegelmauerwerk anlehnt. Die Außenmauern aus Mauerziegeln und Stein sind leicht angeschrägt, vor allen Dingen im unteren Teil, der ursprünglich im Burggraben saß, der später eingeebnet wurde. An den vier Ecken des Komplexes, knapp unter der Trauflinie, gibt es vier runde Erker, die sich auf Konsolen im Mauerkwerk stützen.
Laut einem Bericht aus dem Jahre 1637 befand sich im Inneren des Gebäudes eine Wendeltreppe mit eiserner Balustrade und steinernen Stufen. Die in Schwerpunktlage stehende Treppe vermittelte den Zugang zu allen Geschossen des Gebäudes, auch den unterirdischen. Auch gelangte man über die Treppe in die Kuppel mit achteckiger Laterne aus Ziegelmauerwerk, versehen je einem Fenster auf jeder Seite. Ursprünglich waren die Laterne der Kuppel und die Erker an den Ecken mit Kupfer- und Bleiblechen bedeckt.
Im Inneren gibt es einige Repräsentationsräume, die mit Fresken des Malers Felice Biella aus Mailand bedeckt sind.
In der Nähe der Burg lagen ursprünglich einige Baukörper, die landwirtschaftlich genutzt wurden, die Lotario Tomba 1830 bearbeitete, wobei er Scheunen mit langen Vorhallen schuf und darüber hinaus zwei Gewächshäuser im Osten und im Westen des Komplexes. Aus der gleichen Zeit stammt auch der englische Garten. Am Eingang des Komplexes gibt es neugotische zwei Türmchen, die 1890 auf den Terrassen der beiden Scheunen aufgestellt wurden.